# Max Mayr (Journalist)
Max Mayr (* 19. August 1928 in Lohnsburg, Oberösterreich; † 21. Juni 2012 in Graz) war ein österreichischer Journalist. Er war ein Aktivist des Denkmalschutzes und gilt als „Retter der Grazer Altstadt“.
Max Mayr stammte aus einer oberösterreichischen Bauernfamilie und genoss eine agrarische Fachausbildung. Er war ab 1955 als Redakteur der Wende, einer Zeitung der Landjugend, tätig. Seit dem 1. Juni 1959 war Mayr Mitglied der Redaktion der Kleinen Zeitung, ab 1967 als deren Chef vom Dienst.
Mit Unterstützung von Chefredakteur Fritz Csoklich bemühte sich der Lokaljournalist um neue Kommunikationsformen mit der Leserschaft und um ihre Aktivierung zu gemeinwohlorientierten Zwecken. Besonders erfolgreich war seine im Oktober 1972 gestartete „Aktion Rettet die Grazer Altstadt“. Zwischen 1. Oktober 1972 und 31. Jänner 1973 gelang es ihm, 107.571 Unterschriften zu sammeln.
Im September 1974 erschien Mayrs Buch Graz – Lob der Altstadt. Dass 1999 die UNESCO die Grazer Altstadt zum Weltkulturerbe erklärte, gilt nicht zuletzt als Mayrs Verdienst.
Max Mayr erhielt den Ehrenring der Stadt Graz, das Große Goldene Ehrenzeichen des Landes Steiermark, er erhielt den Professorentitel und wurde Ehrenpräsident des von ihm mitinitiierten Internationalen Städteforums Graz. Weitere Ehrungen: der Staatspreis für journalistische Leistungen im Interesse der Jugend und Hans-Kudlich-Preis des Ökosozialen Forums.